# Lipták György (labdarúgó)
Lipták György (Budapest, 1937. augusztus 26. – Olathe, 2024. január 24.) magyar labdarúgó, hátvéd.

## Pályafutása
A Bp. Kinizsi csapatában kezdte a labdarúgást. 1956-ban nyugatra távozott. Külföldi pályafutását a belga RFC Liège csapatában kezdte Nemes Gyulával. Az 1960-as évek végén az amerikai NASL-ban szerepelt a kanadai Vancouver Royals és az egyesült államokbeli
Kansas City Spursban csapataiban, ahol együtt játszott korábbi ifjúsági válogatott csapattársaival, Szalay Tiborral és Hanek Jánossal.